# هیپ هاپ تجربی
هیپ هاپ تجربی که غالباً با عنوان هیپ هاپ انتزاعی شناخته می‌شود، گونه‌ای از هیپ هاپ است که عناصر ساختاری را که در نوع سنتی این‌گونه از موسیقی شناخته شده نیست و شکلی غیرمعمول به آن را می‌دهد در این نوع موسیقی به کار می‌برد. برخی از ناشران موسیقی همچون دفینیتیو جاکس، انکشن، بیگ دادا، بهرام و نینجاتون از مهمترین فعالان در این سبک هستند. غالباً» در هیپ هاپ تجربی از ترن تیبل استفاده می‌شود و موسیقی به صورت الکترونیک ایجاد می‌شود. برخی از هنرمندان فعال در این سبک اما المان‌هایی به صورت صوت‌شناسانه و آکوستیک را وارد این موسیقی کرده‌اند که کیفیت اجرای زنده را در این سبک بهبود بخشند.
ظهور هیپ هاپ تجربی را معمولاً به دوره طلایی هیپ هاپ منسوب می‌دانند، میانه دهه ۸۰ الی ۹۰ میلادی. دوره‌ای که همه تصور می‌کردند هیپ هاپ در اوج تنوع، کیفیت، نوآوری و الهام‌بخشی خود است. با توجه به جوان بودن این سبک از موسیقی، هیپ هاپ در آن دوران پر بود از تجربه‌ها و ایده‌های نو، که از فرهنگ افروسنتریسیتی و خشونت سیاسی تغذیه می‌شد و با موسیقی تجربی و تکنیک‌های سمپلینگ تلفیق شده و شمار عظیمی از نوآوری‌های سبکی را پدیدآورد.